# Ellen Stofan
Ellen Stofan (anglès: Ellen Renee Stofan)  (Oberlin, 24 de febrer de 1961) és subsecretària de Ciència i Recerca a Smithsonian Institution, i anteriorment va ser la directora de John i Adrienne Mars del Museu Nacional de l'Aire i l'Espai.
Com a geòlega planetària, Stofan va exercir com a científica en cap de la NASA i com a assessora principal de l'administrador de la NASA Charles Bolden en els programes científics, la planificació i les inversions de l'agència. Anteriorment, va ser vicepresidenta de Proxemy Research a Laytonsville, Maryland, i professora honorària al departament de ciències de la Terra a la Universitat College de Londres.

## Joventut i educació
Ellen Stofan és filla d'Andrew J. Stofan, un enginyer de coets que va treballar per a la NASA en diversos càrrecs, com ara director del Centre de Recerca Lewis de la NASA i administrador associat de l'Oficina de l'Estació Espacial de la NASA.
Ellen Stofan va obtenir la seva llicenciatura en ciències en geologia al College of William & Mary el 1983 i va obtenir un màster i un doctorat a la Universitat Brown. La seva tesi doctoral, acceptada el 1989, es titulava Geologia de coronae i estructures domals a Venus i models del seu origen.

## Carrera professional
La investigació de Stofan s'ha centrat en la geologia de Venus, Mart, la lluna de Saturn Tità, i la Terra. És membre associada de la missió a Saturn de Cassini a l'equip de radar, i co-investigadora de la sonda MARSIS de la missió Mars Express. També va ser la investigadora principal de Titan Mare Explorer, una missió proposada per a un aterratge flotant que s'enviaria a Tità. Des del 1991 fins al 2000, va ocupar una sèrie de càrrecs científics superiors al Jet Propulsion Laboratory de la NASA a Pasadena (Califòrnia, Estats Units d'Amèrica), incloent la de científica en cap del Programa Nou Mil·lenni de la NASA, científica adjunta del projecte de la Missió Magallanes a Venus, i científica d'experiments per al radar-C d'imatges espacials (Spaceborne Imaging Radar-C, SIR-C), un instrument que va proporcionar imatges de radar de la Terra en dos vols del transbordador espacial l'any 1994. Stofan ha escrit i publicat nombrosos articles professionals, llibres i capítols de llibres, i ha presidit comitès com el Panell de planetes interiors de l'Acadèmia Nacional per al Planetary Science Decadal Survey 2009-2011 i Venus Exploration Analysis Group.
Va començar el seu mandat l'abril de 2018 com a directora del John i Adrienne Mars del Museu Nacional de l'Aire i l'Espai i va ser la primera dona directora del museu.
El novembre de 2020, Stofan va ser nomenada membre de l'equip de revisió de l'agència de transició presidencial de Joe Biden per donar suport als esforços de transició relacionats amb l'Administració Nacional d'Aeronàutica i l'Espai (NASA). El març de 2021, es va convertir en la subsecretària de Ciència i Recerca de Smithsonian Institution.

## Premis i honors
Entre els seus nombrosos premis, Stofan va rebre:
- Premi Presidential Early Career Award for Scientists and Engineers (PECASE), 1996.[8]
- Doctora Honorària en Ciències, College Washington & Jefferson, 2016[9]
- Doctora Honorària en Ciències, College de William & Mary, 2016[10][11]
- Doctora Honorària en Ciències, Institut Politècnic Worcester, 2019[12]
- Doctora Honorària en Ciències, Universitat d'Iowa, 2020[13]
- El 2022, l'asteroide 328677 Stofan va ser nomenat en el seu honor.[14]
- Fellow, American Association for the Advancement of Science, 2023[15]

## Selecció de publicacions
- Stofan, Ellen; Cravens, Thomas E.; Esposito, Larry W. Exploring Venus as a Terrestrial Planet (en anglès).  American Geophysical Union, 2007.
- Stofan, Ellen; Jones, Tom. Planetology: Unlocking the Secrets of the Solar System (en anglès).  National Geographic Society, 2008. ISBN 978-1-426-20121-9.